# NGC 3165
NGC 3165 ist eine spiralförmige Zwerggalaxie vom Hubble-Typ Sdm im Sternbild Sextant am Südsternhimmel, die schätzungsweise 53 Millionen Lichtjahre von der Milchstraße entfernt ist. Sie interagiert mit den Galaxien NGC 3166 und NGC 3169, wie in dem rechten Bild zu sehen ist.
Das Objekt wurde am 30. Januar 1856 vom irischen Astronomen R. J. Mitchell, einem Assistenten von William Parsons, entdeckt.